# 마커스 버킹엄
마커스 버킹엄(영어: Marcus Buckingham, 1966년 1월 11일 ~ )은 뉴욕 타임즈의 베스트 셀러 작가이자 연구자이다. 그는 유능한 관리자와 효율적인 일터의 특성을 규명하기 위해 20년에 걸쳐 시행된 갤럽의 조사 프로젝트를 이끈 사람이다. 아울러 갤럽 리더십연구소의 선임 강사이기도 하다.
버킹엄은 리서치 경험을 기본으로 하여 베스트셀러, 『사람의 열정을 이끌어내는 유능한 관리자(First, Break All the Rules)』와 『위대한 나의 발견, 강점혁명(Now, Discover Your Strengths)』을 저술했다. 또한 뉴욕타임즈, 포춘, 패스트컴패니와 같은 매체를 통해 저술활동을 펼치고 있으며, 컨설턴트로서, 저술가로서, 강사로서 직원 생산성과 리더십 및 관리라는 주제에 대해 권위를 인정받고 있다. 버킹엄은 미 국무장관 리더십 및 관리 위원회의 회원이다.

## 같이 보기
- 미하이 칙센트미하이